# Светослав Тодоров
Светослав Тодоров (болг. Светослав Тодоров, нар. 30 серпня 1978, Добрич) — болгарський футболіст, нападник клубу «Говерла».

## Клубна кар'єра
У дорослому футболі дебютував 1996 року виступами за «Добруджу», в якій провів один сезон, взявши участь у 12 матчах чемпіонату, після чого перейшов до «Літекса».
З 2001 по 2002 рік грав у складі «Вест Гем Юнайтеда».
Своєю грою привернув увагу представників тренерського штабу «Портсмута», до складу якого приєднався в березні 2002 року. Відіграв за клуб з Портсмута наступні п'ять сезонів своєї ігрової кар'єри. У складі «Портсмута» був одним з головних бомбардирів команди, маючи середню результативність на рівні 0,48 голу за гру першості. 2003 року став найкращим бомбардиром Чемпіоншипа і допоміг свої команді зайняти перше місце і повернутись до Прем'єр-ліги.
Влітку 2006 року на правах оренди до кінця року виступав за «Віган Атлетік», проте стати основним гравцем не зумів.
Протягом 2007–2009 років захищав кольори «Чарльтон Атлетика», після чого повернувся до «Літекса».
До складу ужгородської «Говерли» приєднався на правах вільного агента влітку 2012 року, підписавши однорічний контракт. Наразі встиг відіграти за ужгородську команду 3 матчі в національному чемпіонаті.

## Виступи за збірну
1998 року дебютував в офіційних матчах у складі національної збірної Болгарії. Був претендентом на потрапляння в заявку на Євро-2004, проте через травму не потрапив на турнір. 2007 року завершив виступи у збірній.
Всього за десять років провів у формі головної команди країни 41 матч, забивши 7 голів.

## Досягнення
- Чемпіон Болгарії (4):

«Литекс»: 1997-98, 1998-99, 2009-10, 2010-11
- Володар Суперкубка Болгарії (1):

«Литекс»: 2010
- Переможець Чемпіоншипа (1):

«Портсмут»: 2003
- Найкращий бомбардир Чемпіоншипа: 2003 (26 голів)